# Клина (община)
Клина (на сръбски: Општина Клина, на албански: Komuna e Klinës) е община в Печки окръг, Косово. Общата ѝ площ е 308 км2. Населението на общината през 2011 година е 37 585 души. Неин административен център е град Клина.

## Личности
- Константин (Коста) Милованович (Милованов), родом от Грабоница, зачислен на 19 май 1877 година в III рота на I дружина на Българското опълчение, преведен във II рота на 20 юни 1877 година, на 25 юни 1877 година зачислен в I рота на VII дружина, уволнен по здравословни причини на 21 юли 1877 година.[2]